# 주석가여래성도기
주석가여래성도기(註釋迦如來成道記)는 충청북도 단양군 영춘면 백자리, 구인사에 있는 불경이다. 2004년 10월 22일 충청북도의 유형문화재 제259호로 지정되었다.

## 개요
정확한 유래와 제작경위에 대해서는 별도의 발문(跋文)이 없어 알 수 없으나 인출의 상태나 지질 등으로 보아 조선중기의 우리나라 금속활자 인쇄문화를 규견(窺見)하는데 가치가 있는 자료로 평가된다.

## 참고 자료
- 주석가여래성도기 - 국가유산청 국가유산포털